# أوفير بينس باز
أوفير بينس (بالعبرية: אופיר פינס-פז، من مواليد 11 يوليو 1961) هو سياسي إسرائيلي سابق شغل منصب وزير الداخلية ووزير العلوم والثقافة والرياضة وعضو الكنيست عن حزب العمل من عام 1996 وحتى عام 2010.

## روابط خارجية
- أوفير بينس باز على الموقع الإلكتروني للكنيست